# Selle McClellan

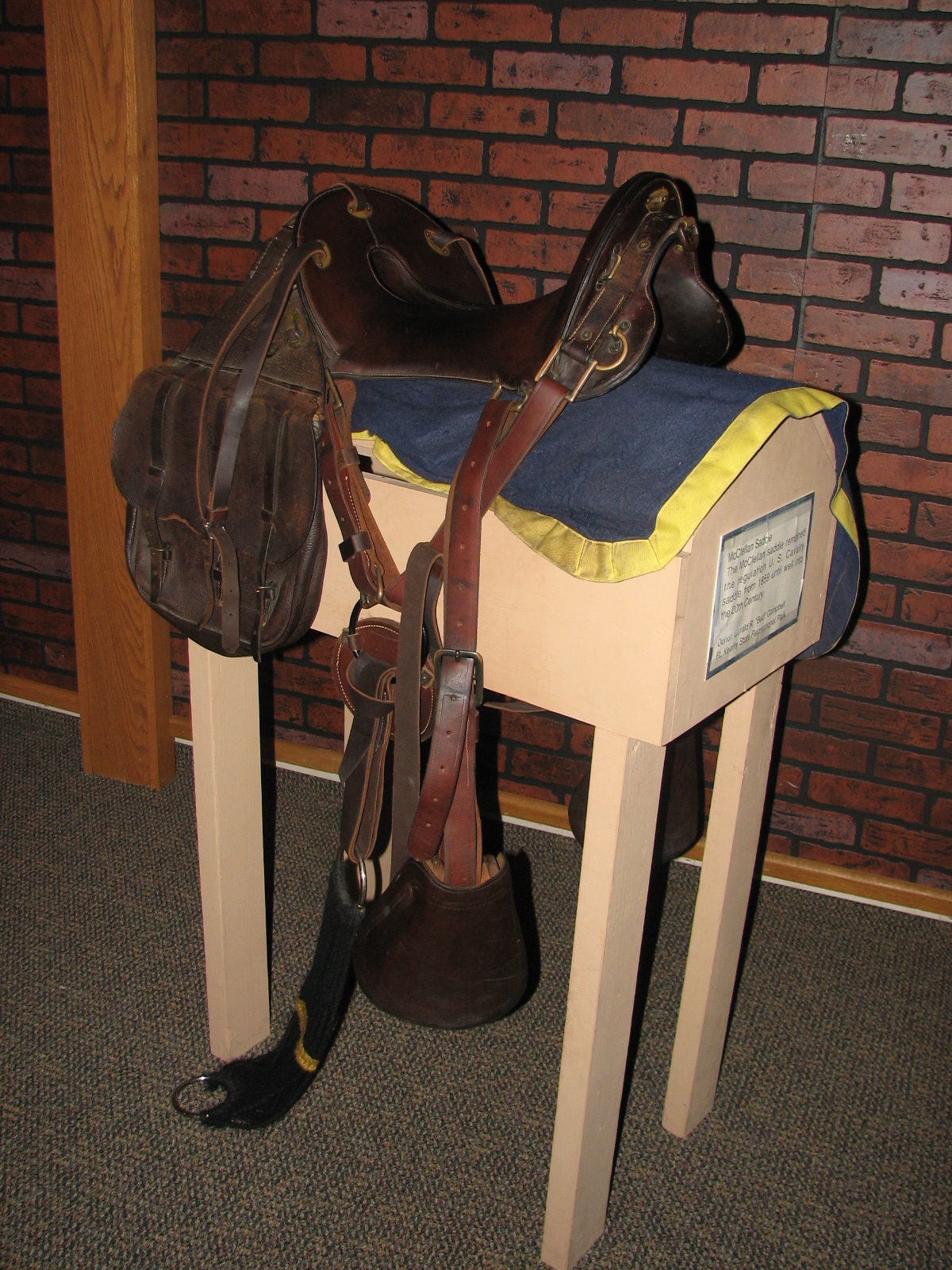
Une selle McClellan utilisée après la guerre de Sécession, photographiée au Fort Kearny State Museum.

La selle McClellan est une selle d'équitation conçue par George McClellan, un officier de carrière de l'Armée des États-Unis, après un voyage en Europe où il avait la mission d'observer les armées européennes durant la guerre de Crimée (1855). Basée sur ses observations, la selle que McClellan propose est adoptée par l'armée américaine en 1859. La selle McClellan est un succès et est utilisée par l'armée américaine jusqu'à ce que la cavalerie à cheval disparaisse, en janvier 1942, durant la seconde Guerre mondiale, laissant la place aux unités motorisées. La selle McClellan est toujours utilisée lors de cérémonies de l'armée américaine.